# Andrea Romanò
Andrea Romanò (Como, 23 juli 1993) is een Italiaans voetballer die bij voorkeur als middenvelder speelt. Hij speelt momenteel bij Internazionale.

## Clubcarrière
Romanò debuteerde voor Internazionale op 22 november 2012 in de Europa League tegen het Russische Roebin Kazan. Hij startte in de basiself en werd in de rust vervangen door Javier Zanetti.

## Interlandcarrière
Romanò kwam reeds uit voor Italië -16, Italië -17, Italië -18 en Italië -19.